# Сергій (Генсіцький)
Митрополит Се́ргій (в миру Борис Наумович Генсіцький; 4 грудня 1951) — архієрей РПЦвУ з 1991 року, митрополит Тернопільський і Кременецький (за версією РПЦ). За даними OSINT-розслідування групи Molfar є громадянином Росії.
Категоричний противник автокефалії ПЦУ. Під час її розколу у 1992 році був одним з основних противників митрополита Філарета і одним з основних прибічників збереження єдності з Московським патріархатом.

## Біографія
Борис Наумович Генсіцький народився 4 грудня 1951 року в селі Долиняни Хотинського району Чернівецької області в сім'ї священика.
В 1967 році закінчив середню школу в селі Драчинці Кіцманського району Чернівецької області. У 1970 році закінчив Новоселицьке медичне училище, одержавши диплом фельдшера. Протягом 1970–1971 років працював у дільничній лікарні. З 1971 по 1973 роки проходив військову службу в Чернівцях.
15 липня 1973 року прийняв сан диякона і був призначений першим дияконом Успенського кафедрального собору Смоленська. З 1975 року виконував обов'язки секретаря Смоленського єпархіального управління. У 1976 році зведений у сан протодиякона і затверджений на посаді секретаря.
У 1983 році закінчив Московську духовну семінарію. У травні 1985 року був прийнятий до числа братії Успенської Почаївської лаври, де 6 грудня того ж року прийняв чернечий постриг. У 1986 році зведений у сан архідиякона.
28 серпня 1990 року архідиякон Сергій прийняв сан ієромонаха, був призначений благочинним Почаївської лаври. У лютому 1991 року зведений у сан архімандрита. Того ж року закінчив Московську духовну академію.
Рішенням синоду УПЦ МП від 11 лютого 1991 року призначений єпископом Тернопільським і Кременецьким, керівником Тернопільської єпархії. 17 лютого у Володимирському соборі Києва митрополитом Київським і всієї України Філаретом, архієпископом Житомирським і Овруцьким Іовом, Одеським та Ізмаїльським Лазарем висвячений на єпископа Тернопільського і Кременецького.
22 січня 1992 року був одним з трьох архієреїв, які не підписали Звернення до патріарха Московського, Священного Синоду і всіх архієреїв Російської православної церкви з проханням надати УПЦ автокефалію. Наступного дня Священним Синодом УПЦ МП зміщений з кафедри і призначений вікарієм Київської митрополії, однак, це рішення не було виконане, як, втім, і не було скасоване.
30 квітня 1992 року брав участь у Зібранні представників духовенства, монастирів, братств і вірян в Житомирі, яке висловило недовіру митрополиту Київському Філарету, назвало його клятвопорушувачем і оголосило про необхідність скликання Архієрейського собору УПЦ МП, який би прийняв відставку Філарета і вибрав нового предстоятеля.
У липні — вересні 1992 року тимчасово керував Львівською єпархією, більша частина якої на чолі з єпископом Львівським і Дрогобицьким Андрієм приєдналася до УПЦ КП.
28 липня 1998 року зведений у сан архієпископа, 9 липня 2011 року — у сан митрополита.
17 серпня 2015 року удостоєний права носіння другої панагії.
25 вересня 2023 року був затверджений постійним членом синоду УПЦ МП.

## Нагороди

### Церковні
- Орден преподобного Сергія Радонезького ІІ і ІІІ ступенів (Російська православна церква)
- Орден святого рівноапостольного князя Володимира ІІ і ІІІ ступенів (Російська православна церква)
- Орден святого благовірного князя Даниїла Московського ІІІ ступеня (Російська православна церква)
- Орден преподобного Нестора Літописця
- Орден преподобних Антонія і Феодосія Печерських ІІ ступеня

### Колишні
- Орден Дружби (РФ, 11 липня 2013 — 6 березня 2022) — за великий внесок у розвиток дружніх відносин між народами і зміцнення духовних традицій[7]. Відмовився від нагороди під час російського вторгнення в знак засудження війни[8].

## Інтерв'ю
- Архиепископ Тернопольский и Кременецкий СЕРГИЙ. «Церковь понимает свободу как неограниченное делание добра» [Архівовано 26 грудня 2010 у Wayback Machine.] (рос.)
- 15 років на архієрейській кафедрі (2006)[недоступне посилання з липня 2019]